# Mathias Wittek
Mathias Wittek (* 30. März 1989 in Kędzierzyn-Koźle, Polen) ist ein deutscher Fußballspieler polnischer Herkunft. Seit Juli 2021 ist er vereinslos.

## Karriere
Wittek begann mit dem Fußballspielen beim MBB SG Augsburg, später spielte er beim TSV Aindling, ehe er im Sommer 2004 zum TSV 1860 München wechselte. Dort spielte er drei Jahre lang in den Jugendmannschaften, ehe er 2007 in den Kader der U23 in der Regionalliga Süd aufrückte. 2006 wurde er mit der B-Jugend Deutscher Meister, 2007 gewann er mit der A-Jugend den DFB-Junioren-Vereinspokal.
Seinen ersten Einsatz für die Zweitvertretung der Münchner Löwen hatte Wittek am 28. März 2008 beim Heimspiel gegen Wacker Burghausen. Im Sommer 2009 absolvierte er die Saisonvorbereitung bei den Profis des TSV 1860, trainierte und spielte danach aber weiter mit der U 23. Ab Anfang November 2009 trainierte er mit der ersten Mannschaft.
Nachdem er in den ersten 13 Regionalligapartien der Spielzeit 2009/10 über die volle Länge auf dem Platz stand, wurde er für das Zweitligaspiel des TSV 1860 in Cottbus am 8. November 2009 erstmals in den Profikader berufen. Bis zur Winterpause saß er bei drei weiteren Spielen auf der Bank, kam aber nicht zum Einsatz, während er in der zweiten Mannschaft die vier noch ausstehenden Spiele über die volle Länge absolvierte. Insgesamt kam Wittek während seiner Zeit in München 28 Mal für die U-23 des TSV 1860 zum Einsatz, dabei schoss er zwei Tore.
Im Januar 2010 wechselte Wittek zum Drittligisten FC Ingolstadt 04. Am 6. Februar 2010 gab er dort sein Debüt im Profifußball, als er im Spiel gegen den VfL Osnabrück in der Startaufstellung stand. Siebenmal kam er in der Rückrunde zum Einsatz und stieg mit dem Team in die 2. Bundesliga auf. In der höheren Liga war er jedoch nur noch Ergänzungsspieler und kam in der Rückrunde nur noch zu einem einzigen Kurzeinsatz, weshalb er den Verein zum Ende der Saison verließ.
Am 25. Mai 2011 gab Drittligist FC Heidenheim die Verpflichtung von Mathias Wittek bekannt. Am ersten Spieltag der Saison 2011/12 zog er sich eine Knieverletzung zu. Erst zur Rückrunde kam er regelmäßig zum Einsatz und spielte vorwiegend im defensiven Mittelfeld.
Am 30. Januar 2019 wechselte Wittek zum SV Darmstadt 98, bei dem er einen Vertrag mit einer Laufzeit bis zum 30. Juni 2021 unterschrieb. Am 10. Februar 2019 gab er bei der 1:2-Heimniederlage gegen seinen letzten Arbeitgeber Heidenheim sein Debüt für die Lilien. In seiner ersten halben Saison kam er für die Südhessen auf zwölf Einsätze und zwei Tore. Nach nur zwei Kurzeinsätzen zog sich der Verteidiger in einem Testspiel im November 2019 einen Außenbandriss zu und fiel deshalb über ein Jahr verletzt aus. Im April 2021 war er erstmals wieder im Kader für ein Zweitligaspiel, kam jedoch weiterhin nicht zum Einsatz. Im Juli 2021 wurde der Vertrag, der sich kurz zuvor automatisch um ein Jahr verlängert hatte, aufgelöst, weil Wittek durch die Verletzung zu diesem Zeitpunkt immer noch gesundheitlich beeinträchtigt war und somit kein Profisport möglich war. Wittek betonte jedoch, dass es sich um kein „automatisches Karriereende“ handelt.

## Persönliches
Wittek ist verheiratet und Vater von drei Kindern. Nach dem Vertragsende bei den Lilien ist er in die Nähe von Augsburg gezogen.

## Erfolge
- Aufstieg in die 2. Bundesliga mit dem FC Ingolstadt 2010
- Aufstieg in die 2. Bundesliga mit dem 1. FC Heidenheim 2014